# Babí léto (film)
Babí léto je český film režiséra Vladimíra Michálka, natočený v roce 2001 podle původního námětu a scénáře Jiřího Hubače. Role Františka Hány byla poslední velkou rolí Vlastimila Brodského.

## Děj filmu
František Hána (Vlastimil Brodský) s kamarádem Edou (Stanislav Zindulka) jsou bývalí kolegové z hudebního divadla, kteří se nechtějí poddat údělu jiných seniorů – pasivitě. Herecké umění úročí ve svých neobvyklých zábavách – nejčastěji vystupují jako vážní zájemci o koupi zámků a jiných náročných nemovitostí. Naproti tomu Františkova manželka Emilie (Stella Zázvorková) žije posledními věcmi člověka – střádá na pohřeb, který má pečlivě připravený dopředu včetně parte, hudby a smutečních hostí. Jejich syn Jára (Ondřej Vetchý) podniká jako majitel kamenictví, ale tíží ho soužití bývalé a stávajícící partnerky v jednom bytě. Proto vášeň své matky pro hrobky a klidné stáří všemožně podporuje, a doufá, že umístěním rodičů v pečovatelském domě získá v pořadí již druhý byt po svých rodičích, který by vyřešil jeho konfliktní domácnost. Vše se zamotá, když si František splete vizitku a namísto fingovaného emeritního člena Metropolitní opery zjeví do té doby nic netušícímu realitnímu makléři (Jiří Lábus) svoji pravou identitu. Legrace, která něco stojí, vyjde na dvacet tisíc. Nezdaří se rozbití banku v kasinu ani půjčka od Edovy neteře (Simona Stašová), navíc je okrade falešný žebrák. Pugét, jehož koupě měla naladit neteř květinářku, věnují kolegyni z divadla Marušce Grulichové (Zita Kabátová) – a František musí vytunelovat pohřební vkladní knížku své ženy. František v tísni vrší různé vytáčky, nakonec žertem předstírá vlastní smrt, což jeho pohřbůmilovnou ženu pohne k podání návrhu na rozvod, který stáhne až na poslední chvíli v soudní síni.
František jí chce vyhovět a stane se tak vzorným manželem a nečinným panákem v okně, jako jeho odstrašující příklad, soused o pár pater níže. Nechá se odvrátit i od cesty za Edou, který telefonuje, že jde do nemocnice. Eda však skutečně utrpí záchvat mozkové mrtvice a ochrne na půl těla.
Emilie si uvědomí, že tudy cesta nevede. Stěhování do pečovatelského domu zruší. Při návštěvě Edy naplánuje koupi zámku u Ostravy, aby udělala radost oběma kamarádům. Pronajatá limuzína jen objede kolečko v čestném dvoře a emeritní člen Metropolitní opery zkonstatuje, že je zámek (ve skutečnosti Veltrusy) malý a zanedbaný a určitě by se tam Emilii nelíbilo. Film končí výletem v balónu, splněním Františkova klukovského snu.

## Obsazení
| Vlastimil Brodský  | František Hána      |
| Stella Zázvorková  | Emilie              |
| Stanislav Zindulka | Eduard              |
| Ondřej Vetchý      | Jára                |
| Petra Špalková     | Králová             |
| Jiří Lábus         | realitní agent      |
| Zita Kabátová      | Maruška Grulichová  |
| Simona Stašová     | Edova neteř Marcela |